# シャノン・フリゼル
シャノン・フリゼル（Shannon Frizell、1994年2月11日 - ）は、ジャパンラグビーリーグワン東芝ブレイブルーパス東京に所属するラグビーユニオン選手。

## プロフィール
- トンガ・ フォラハ出身[1]。
- ポジションはフランカー(FL)。
- 身長 195 cm、体重 108 kg[2]
- U20トンガ代表に選ばれたことがある。
- ニュージーランド代表キャップは33（2023年12月現在）。
- 兄のタイソン（英語版）はラグビーリーグの選手[3]。

## 略歴
タスマン を経て、2018年、ハイランダーズに加入。
翌2019年、ルーク・ジェーコブソンの脳しんとうによるチーム離脱に伴い、ラグビーワールドカップ2019のニュージーランド代表に追加召集された。
2023年、東芝ブレイブルーパス東京に加入。ニュージーランド協会との契約を切りオールブラックス選抜の可能性を絶って、ブレイブルーパスと複数年契約を結んだ。
2023年8月、ラグビーワールドカップ2023のニュージーランド代表に選ばれた。同年12月9日に行われたJAPAN RUGBY LEAGUE ONE第1節静岡ブルーレヴズ戦にて先発出場で日本での公式戦初出場を果たした。

## 受賞歴

### ジャパンラグビーリーグワン
- 2023-24リーグワンベスト15